# گمینا پیلیتسا
گمینا پیلیتسا (به لهستانی:  Gmina Pilica) یک گمینا در لهستان است که در شهرستان زاویرچیه واقع شده‌است. گمینا پیلیتسا ۱۳۸٫۸۹ کیلومتر مربع مساحت و ۹٬۱۱۷ نفر جمعیت دارد.